# Martin Albrechtsen
Martin Albrechtsen, född den 31 mars 1980, är en dansk före detta fotbollsspelare (mittback). Under sin karriär spelade han bland annat för West Bromwich Albion, FC Köpenhamn, FC Midtjylland och Brøndby IF.

## Karriär
I december 2016 värvades Albrechtsen av AC Horsens på ett halvårskontrakt. I juli 2017 skrev han på ett halvårskontrakt med den danska 2. division-klubben BK Avarta. I december 2017 lämnade Albrechtsen klubben.